# Бернс-Лейк 18
Бернс-Лейк 18 (англ. Burns Lake 18) — індіанська резервація в Канаді, у провінції Британська Колумбія, у межах регіонального округу Балклі-Нечако.

## Населення
За даними перепису 2016 року, індіанська резервація нараховувала 48 осіб, показавши скорочення на 12,7%, порівняно з 2011-м роком. Середня густина населення становила 86,4 осіб/км².
З офіційних мов обидвома одночасно не володів жоден з жителів, тільки англійською — 45. Усього 5 осіб вважали рідною мовою не одну з офіційних, з них усі — одну з корінних мов.
Працездатне населення становило 75% усього населення, рівень безробіття — 33,3%.

## Клімат
Середня річна температура становить 3°C, середня максимальна – 18,8°C, а середня мінімальна – -17,3°C. Середня річна кількість опадів – 468 мм.
| Клімат поселення                              | Клімат поселення | Клімат поселення | Клімат поселення | Клімат поселення | Клімат поселення | Клімат поселення | Клімат поселення | Клімат поселення | Клімат поселення | Клімат поселення | Клімат поселення | Клімат поселення | Клімат поселення |
| Показник                                      | Січ.             | Лют.             | Бер.             | Квіт.            | Трав.            | Черв.            | Лип.             | Серп.            | Вер.             | Жовт.            | Лист.            | Груд.            |                  |
| Середній максимум, °C                         | −4,08            | −0,54            | 4,82             | 10,22            | 15,18            | 18,76            | 18,11            | 17,82            | 13,30            | 7,80             | 0,46             | −5,33            |                  |
| Середня температура, °C                       | −10,68           | −7,14            | −1,79            | 3,63             | 8,57             | 12,16            | 14,57            | 14,27            | 9,77             | 4,25             | −3,08            | −8,87            |                  |
| Середній мінімум, °C                          | −17,28           | −13,74           | −8,38            | −2,98            | 1,98             | 5,56             | 11,03            | 10,74            | 6,24             | 0,72             | −6,59            | −12,4            |                  |
| Норма опадів, мм                              | 43               | 27               | 26               | 17               | 36               | 50               | 45               | 42               | 44               | 44               | 49               | 45               |                  |
| Середньомісячна швидкість вітру, м/с          | 1.60             | 1.70             | 1.90             | 2.08             | 2.10             | 2.04             | 1.95             | 1.80             | 1.70             | 1.80             | 1.80             | 1.60             |                  |
| Середньомісячна сонячна радіація, кДж/м²·день | 2285             | 4898             | 9457             | 14479            | 18297            | 19745            | 19330            | 16303            | 10942            | 5699             | 2611             | 1588             |                  |
| --------------------------------------------- | ---------------- | ---------------- | ---------------- | ---------------- | ---------------- | ---------------- | ---------------- | ---------------- | ---------------- | ---------------- | ---------------- | ---------------- | ---------------- |
| Джерело:                                      |                  |                  |                  |                  |                  |                  |                  |                  |                  |                  |                  |                  |                  |